# Richard Luton Properties Canberra International 2006
Il Richard Luton Properties Canberra International 2006 è stato un torneo di tennis giocato sul cemento. È stata la 6ª edizione del torneo di Canberra, che fa parte della categoria Tier IV nell'ambito del WTA Tour 2006. Si è giocato al National Sports Club di Canberra in Australia, dal 9 al 15 gennaio 2006.

## Campionesse

### Singolare
Anabel Medina Garrigues ha battuto in finale  Yoon Jeong Cho con il punteggio di 6–4, 0–6, 6–4

### Doppio
Marta Domachowska /  Roberta Vinci hanno battuto in finale  Claire Curran /  Līga Dekmeijere con il punteggio di 7–6, 6–3